# Meles leucurus
Il tasso asiatico (Meles leucurus Hodgson, 1847) è un carnivoro della famiglia dei Mustelidi; è una delle tre specie appartenenti al genere Meles, fino a non molto tempo fa considerate come un'unica specie. L'areale di questa specie asiatica si estende dal Volga verso est, attraverso l'intera fascia temperata del continente, fino all'Asia orientale.

## Descrizione
Con una lunghezza testa-corpo di 50–70 cm, il tasso asiatico presenta dimensioni di poco inferiori a quelle del tasso europeo. La coda misura 13–20 cm di lunghezza; il peso si aggira tra i 3,5 e i 9 kg.
La specie è molto simile al tasso europeo, ma nel complesso ha una struttura più leggera e presenta strisce facciali più sottili e dai toni più chiari. Il corpo è tozzo e le zampe corte, così come la coda. Le zampe anteriori sono munite di artigli robusti e possenti, mentre gli artigli delle zampe posteriori sono meno sviluppati. Le piante dei piedi sono prive di peli. Il manto, folto e setoloso, presenta peli di guardia piuttosto lunghi e un sottopelo corto, nero e meno folto. La testa presenta un motivo a righe caratteristico, con due sottili strisce di colore marrone-nerastro su fondo bianco che vanno dal muso alle orecchie, passando per gli occhi. La parte esterna delle orecchie è di colore bianco. Il muso è allungato e il naso presenta un ampio rinario. La formula dentaria è I 3/3 - C 1/1 - P 3/3 - M 1/2 = 34.

## Distribuzione e habitat
L'areale del tasso asiatico si estende ad est del Volga attraverso l'Asia centrale, la Mongolia e la Cina, fino alla penisola coreana. Ad ovest confina con l'area di distribuzione del tasso europeo. Tra il corso superiore del Volga e la Kama vi è una zona in cui entrambe le specie sono presenti simpatricamente. Ad ovest del Volga il tasso asiatico è presente solamente sui monti Zhiguli.
In Cina, Russia e Mongolia, la specie è cacciata sia legalmente che illegalmente. Tuttavia, la IUCN la classifica come specie a rischio minimo.

## Biologia
Lo stile di vita di questa specie è molto simile a quello del tasso europeo. Tuttavia, informazioni necessarie a riconoscere possibili differenze tra le abitudini dei due animali sono scarse. Il tasso asiatico è notturno e si nutre prevalentemente di lombrichi e insetti. Di tanto in tanto accompagna ad essi larve di api e vespe, uova di uccello, carogne e piccoli mammiferi. A seconda della disponibilità stagionale, il consumo di sostanze di origine vegetale - frutta, noci e ghiande, radici e tuberi o verdure coltivate - può aumentare considerevolmente.
Il tasso asiatico vive preferibilmente in boschi di latifoglie ricchi di radure o in distese erbose con alberi sparsi, ma si trova anche in boschi misti o di conifere, nelle boscaglie, nelle periferie delle grandi città, nelle steppe e nei semi-deserti. La distribuzione altitudinale giunge fino a 2500 m nel Tien Shan e, probabilmente, anche fino a 4000 m sull'altopiano del Tibet. Nelle regioni settentrionali dell'areale la specie trascorre l'inverno in letargo.

## Tassonomia
Fino alla fine degli anni novanta, tutti i tassi della regione paleartica (ad eccezione di Arctonyx) erano considerati appartenenti ad un'unica specie, Meles meles, l'unica del suo genere. Recenti analisi morfologiche del baculum e dei molari, nonché gli studi sul DNA mitocondriale, hanno dimostrato, tuttavia, che quelli che venivano precedentemente descritti come gruppi di sottospecie (ad eccezione del gruppo canescens, che raggruppa le varie razze di tassi della Transcaucasia, classificato all'interno di Meles meles) erano in effetti specie separate. La specie è stata quindi suddivisa in tasso europeo (Meles meles), tasso asiatico (Meles leucurus) e tasso giapponese (Meles anakuma).

### Sottospecie
In seno a Meles leucurus gli studiosi riconoscono cinque sottospecie:
- M. l. leucurus Hodgson, 1847, diffuso in Cina centrale, orientale e meridionale.
- M. l. amurensis Schrenck, 1859, diffuso nel Territorio del Litorale, nella regione dell'Amur, sul Grande Khingan e nella penisola coreana. È la sottospecie che presenta la colorazione più scura, nonché quella di minori dimensioni. In essa le strisce facciali si estendono fin sopra le orecchie, e sono di colore nero o marrone-nerastro. L'intera area tra le strisce e le guance è di colore marrone-grigiastro sporco, anziché bianca. Il colore di fondo può essere così scuro che le strisce possono essere a malapena distinguibili. Il dorso è marrone-grigiastro con riflessi argentei. La pelliccia stessa è soffice, ma priva di lanugine. Il cranio è piccolo, liscio e con proiezioni scarsamente sviluppate. Non sono presenti i primi premolari. La lunghezza testa-corpo è di 60–70 cm[7].
- M. l. arenarius Satunin, 1895, diffuso nel settore sud-orientale della regione del Volga, in quasi tutto il Kazakistan (fatta eccezione per le regioni più settentrionali e quelle montane) e nelle pianure dell'Asia interna (eccetto le regioni occupate da Meles meles canescens e M. m. severzovi). Sottospecie di medie dimensioni, presenta una taglia intermedia tra quelle di Meles meles meles e M. m. canescens. È di colore più chiaro dei suoi cugini settentrionali, con strisce facciali meno prominenti. La pelliccia è ruvida e setolosa, con scarso sottopelo. I maschi hanno una lunghezza testa-corpo di 70–78 cm, le femmine di 61–70 cm. Il peso dei maschi è di 7,8-8,3 kg in marzo-maggio e di 5,6–7 kg in marzo-giugno[8].
- M. l. sibiricus Kastschenko, 1900, diffuso in Siberia, compresa la Transbaikalia e la regione dell'Altai, nel Kazakistan settentrionale e, probabilmente, nelle zone orientali della regione del Volga. Sottospecie di media taglia, presenta dimensioni intermedie tra Meles meles meles e M. m. canescens. La colorazione generale del dorso è grigio chiara, generalmente con riflessi giallastri o color paglia. Le strisce facciali variano dal nero-brunastro al nero intenso. La pelliccia è lunga e soffice con un fitto sottopelo. I maschi hanno una lunghezza testa-corpo di 65,7–75 cm, le femmine di 62-69,2 cm. I maschi pesano 10-13,6 kg[9].
- M. l. tianschanensis Hoyningen-Huene, 1910, originaria delle pendici settentrionali del Tien Shan. Sottospecie di medie dimensioni, presenta un manto più scuro di quello di Meles l. arenarius, con riflessi gialli meno evidenti. Rispetto ad essa ha una pelliccia più lunga, folta e morbida[8].